# Michel Ries
Michel Ries, (n. 13 de março de 1998), é um ciclista luxemburguês, membro da equipa Kometa Cycling Team.

## Palmarés
- Ainda não tem conseguido nenhuma vitória como profissional